# Karl-Heinz Matthias
Karl-Heinz Matthias (* 10. April 1945) ist ein deutscher Beamter und ehemaliger Präsident des Zollkriminalamtes.

## Karriere
Karl-Heinz Matthias übernahm 1992 mit der Bezeichnung „Leiter“ das seit 1952 bestehende Zollkriminalinstitut in Köln und wurde nach dessen Umwandlung zur Bundesmittelbehörde und Umbenennung in Zollkriminalamt zum ersten Präsidenten des Zollkriminalamts ernannt. Matthias ist Träger verschiedener Orden ausländischer Zollverwaltungen.

## Kritik
Kritiker bezeichneten Matthias’ Führungsstil als autoritär. Dies führte ihrer Ansicht nach zu mangelnder Motivation der Mitarbeiter des ZKA und sei Ursache angeblicher Fehlentscheidungen ihm untergeordneter Vorgesetzter. Dieser Umstand wird auch für verschiedene Skandale um das Zollkriminalamt verantwortlich gemacht. Von offizieller Seite wurde ihm hingegen seine Arbeit beim Aufbau der Behörde zugutegehalten.
Seine traditionellen Vorstellungen des Berufsbeamtentums entsprechende Loyalität gegenüber dem Bundesfinanzministerium brachte ihm gleichfalls Kritik ein, weil dem Zollfahndungsdienst dadurch innerhalb des Bundesfinanzministeriums nicht die Rolle zugekommen ist, die ihm selbst als Teil der deutschen Sicherheitsarchitektur zukommt. Dass Matthias dabei eine sehr schwierige Aufgabe zu erfüllen hatte, weil der erforderliche Paradigmenwechsel im Bundesfinanzministerium weg vom „Annex“ der Zollverwaltung hin zum polizeilich orientierten Zollvollzug an konservativen Vorstellungen bislang scheiterte, wird indes nicht bestritten.

### Reuter-Affäre
Im Zusammenhang mit der sogenannten Reuter-Affäre – einer der größten Korruptionsaffären der Bundeszollverwaltung – stellte das Landgericht Köln fest, dass die mangelhafte Dienstaufsicht des Präsidenten des ZKA die später rechtskräftig verurteilten Straftäter wesentlich begünstigt habe.
Der Widerspruch zwischen dem zuvor genannten „autoritären Führungsstil“ und der vom Kölner Landgericht attestierten „mangelhaften Dienstaufsicht“ erklärt sich dadurch, dass die von Matthias geleitete Behörde weit über 600 Mitarbeiter beschäftigt. In der Befragung vor dem Landgericht führte Matthias an, dass eine umfassende Dienstaufsicht in einer so großen Behörde nicht möglich sei.
Der Vorsitzende merkte aber an, dass bei einer solchen großen Ausgabe von 20 Millionen DM dieses Argument nicht gelten könne.
Im Nachgang zur „Reuter-Affäre“ hat Matthias die verwaltungsinternen Sicherungen verbessert, die eine Wiederholung solcher Vorfälle ausschließen sollen.

### Sonstiges
Karl-Heinz Matthias gehörte seit März 2010 einer Expertengruppe an, die Sicherheitsbehörden des Bundes evaluieren sollte. Der Bericht dieser Gruppe sollte der Bundesregierung bis zum Herbst 2010 vorgelegt werden.
Er ist verheiratet und hat eine Tochter.